# Jukkasjärvi
Jukkasjärvi (Noord-Samisch: Čohkkiras) is een plaats en een meer in het noorden van Zweden die behoort tot de gemeente Kiruna, in de provincie Norrbottens län. De Noord-Samische naam komt van het woord čohkiidit, dat "bijeenkomen" betekent. Er was vanouds een jaarlijkse markt waar Samen van verschillende plaatsen elkaar ontmoetten. Jukkasjärvi is de Finse verbastering Jukkas aangevuld met het Finse woord järvi (meer); de plaats ligt aan een meer. De plaats is 18 kilometer ten oosten van de plaats Kiruna gelegen.

## Dorp

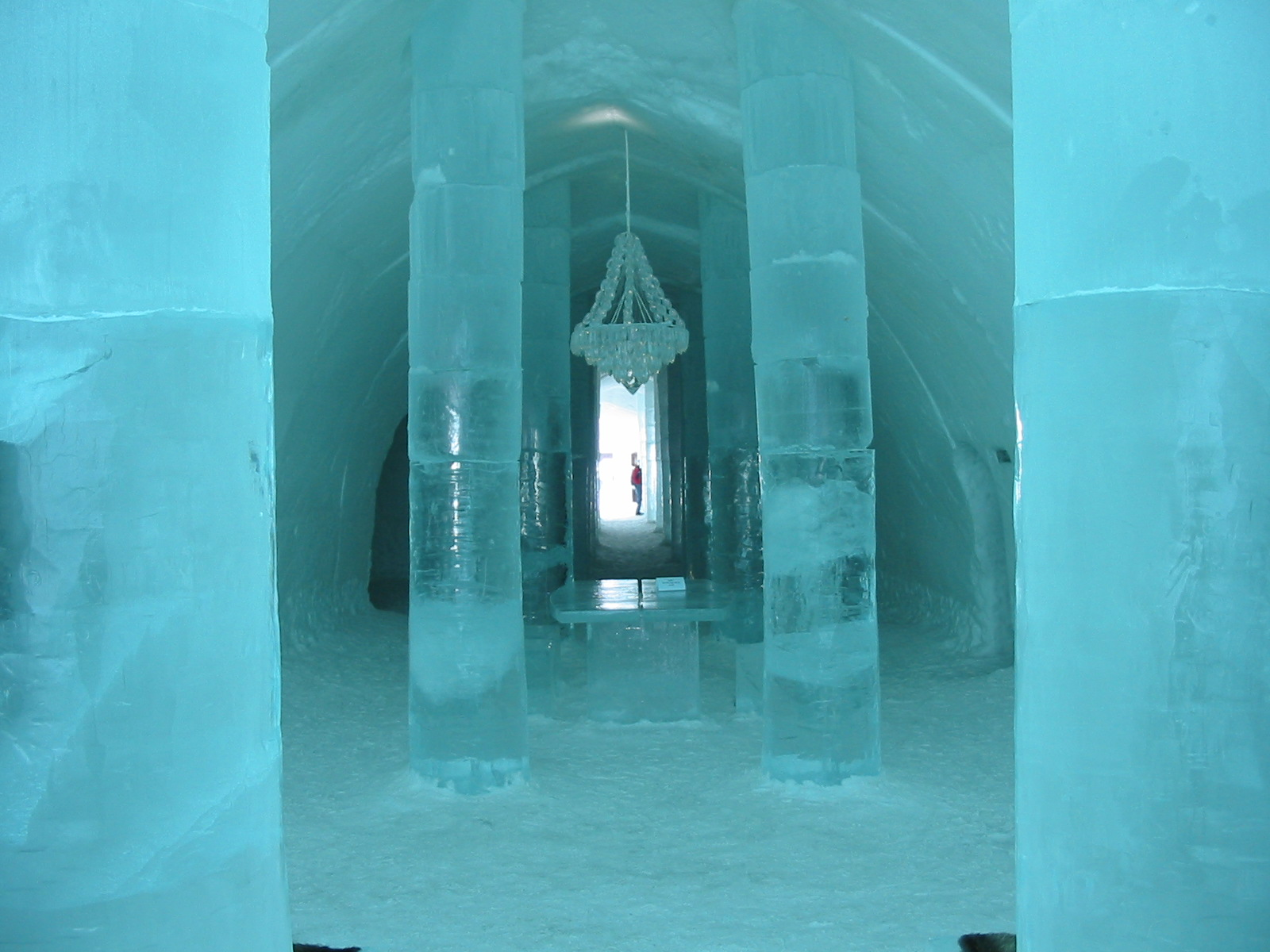
Het ijshotel in Jukkasjärvi

Het dorp ligt in het Zweedse deel van Lapland en heeft 519 inwoners (2005). Het dorp trekt in de wintermaanden veel toeristen aan en heeft dat te danken aan het ijshotel, dat dan aangebouwd wordt aan het betonnen hotel. Overnachting bij vriestemperatuur (-5°C) in een slaapzak op rendierhuiden; het hotel smelt vaak in april vanzelf weg. Er is ook een openluchtmuseum. Het dorp werd in de 17de eeuw gesticht en is dus ouder dan Kiruna zelf.
Bestuurscentrum: Kiruna (Tätort)
Tätort: Jukkasjärvi · Karesuando · Kuttainen · Övre Soppero · Svappavaara · Vittangi
Småort: Abisko · Idivuoma · Kauppinen · Kurravaara · Lannavaara · Laxforsen · Masugnsbyn · Mertajärvi · Närvä · Paksuniemi · Piksinranta · Saivomuotka
Overig: Alalahti · Alttajärvi · Årosjåkk · Björkliden · Holmajärvi · Jänkänalusta · Kaalasjärvi · Kalixfors · Kattuvuoma · Käyrävuopio · Krokvik · Kuoksu · Lainio · Laukkusluspa · Luongaslompolo · Maunu · Merasjärvi · Nedre Soppero · Nurmasuanto · Paittasjärvi · Parakka · Piilijärvi · Pirttivuopio · Poikkijärvi · Puoltsa · Rautas · Rensjön · Salmi · Silkkimuotka · Stenbacken · Suijajärvi · Torneträsk · Tuolluvaara · Vassijaure · Viikusjärvi · Vittangi · Vivungi